# Ypthima calamus
Ypthima calamus är en fjärilsart som beskrevs av Hans Fruhstorfer 1911. Ypthima calamus ingår i släktet Ypthima och familjen praktfjärilar. Inga underarter finns listade i Catalogue of Life.